# Klasicistní architektura v Česku

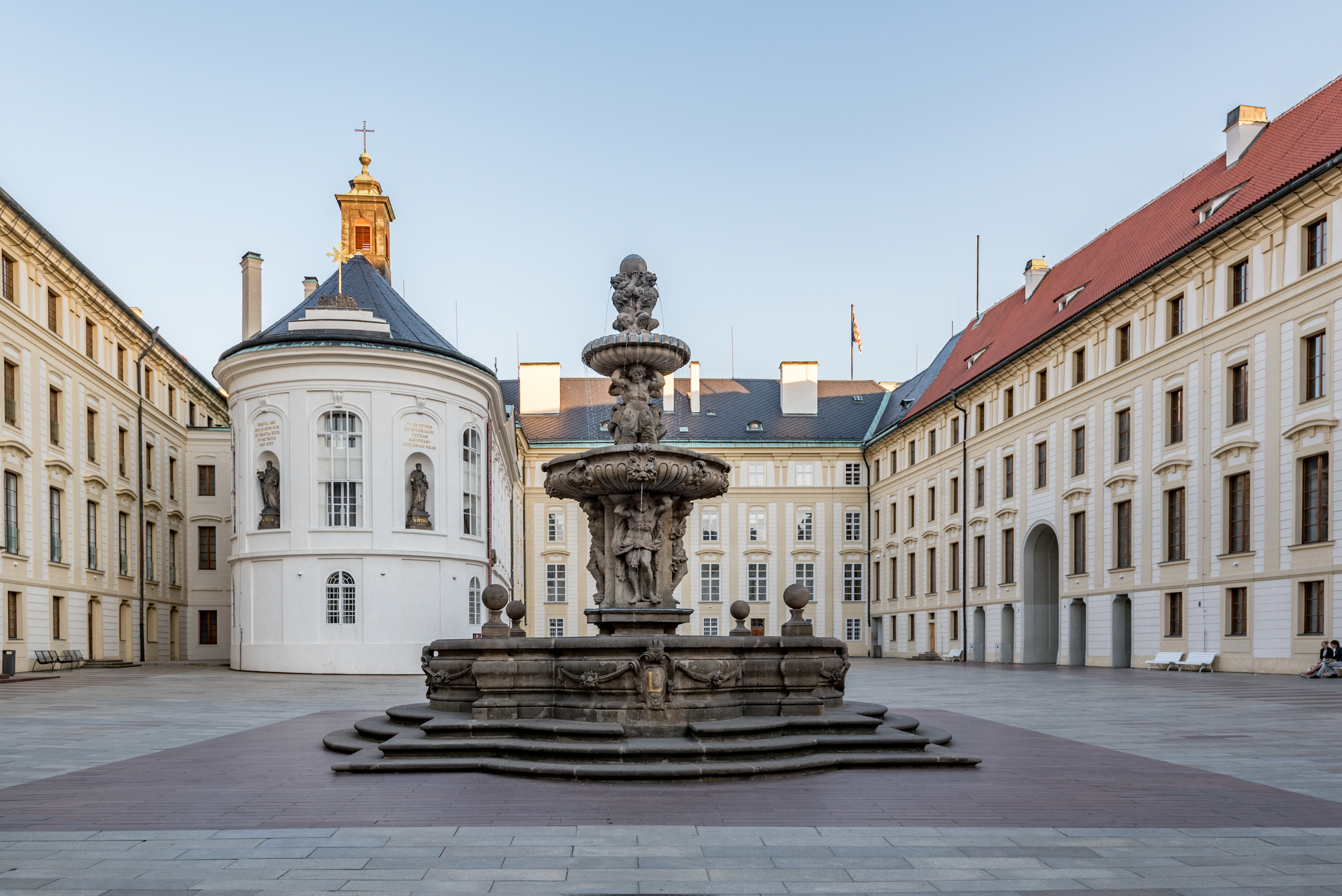
Klasicistní styl II. nádvoří Pražského hradu, uprostřed barokní Kohlova kašna, vlevo barokně-klasicistní kaple svatého Kříže

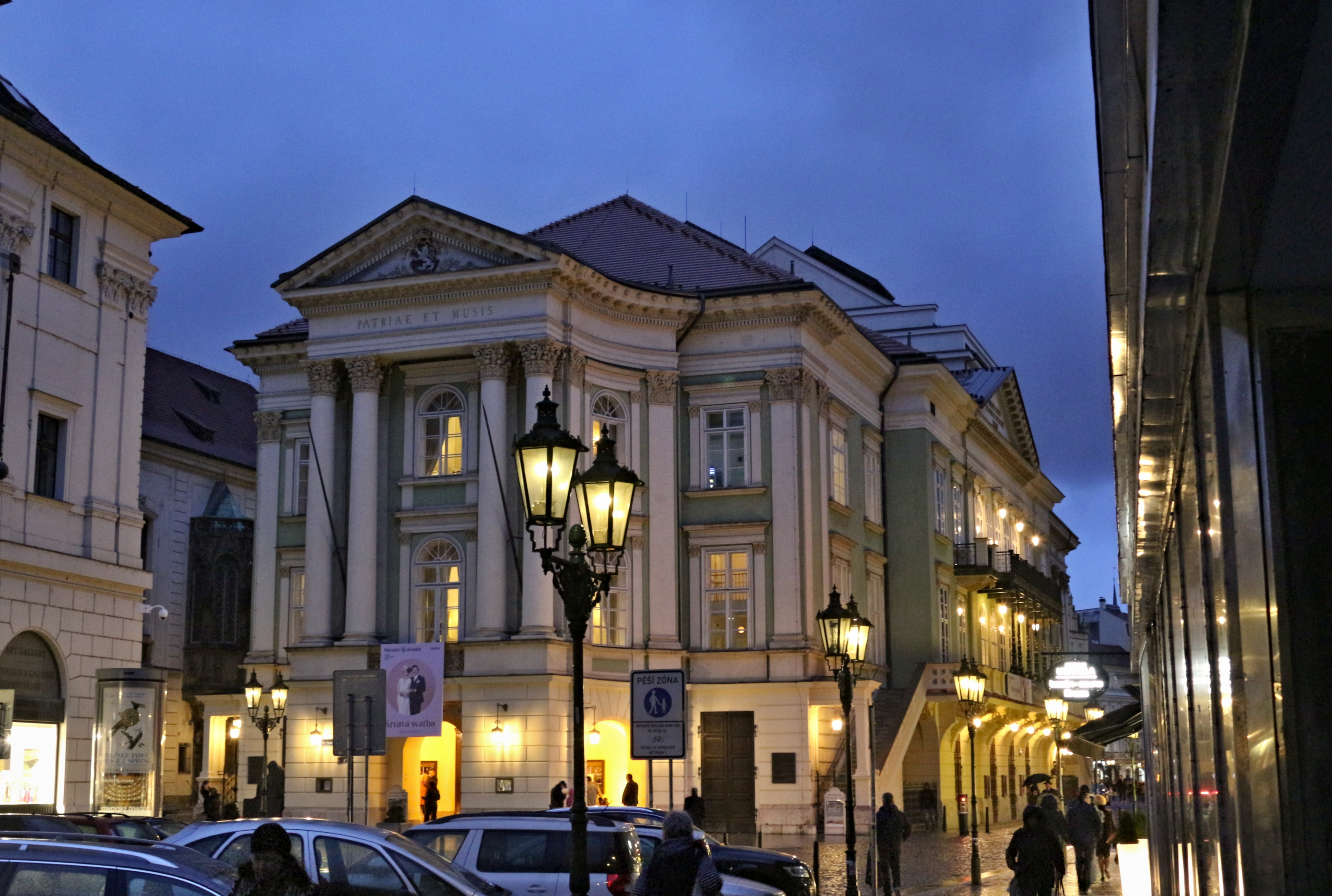
Stavovské divadlo

Klasicistní architektura v českých zemích jako hlavní architektonický proud nastupuje na konci období vrcholného a pozdního baroka, které od svého rozmachu v době po bitvě na Bílé hoře bylo nebývale silným architektonickým stylem až do druhé půli 18. století, spjatým především s panováním Marie Terezie (1740–1780), po jejíž smrti byl tento styl stále častěji nahrazován klasicismem a po něm empírem.

## Rozvoj klasicismu
V dějinách architektury se tento styl objevil v západní Evropě (především ve Francii a Anglii) po pozdním baroku a rokoku a později se rozšířil téměř po celém světě a lze ho přibližně ohraničit roky 1750 a 1850.  
Zatímco zejména v sakrální architektuře ještě přežívalo barokní tvarosloví, mnoho nových staveb vznikalo souběžně ve stylu rokoka i klasicismu. V souladu s obecnější uměleckou tendencí klasicismu navázal na ideály a formu antické řecké a římské architektury; obdivoval racionalitu jejích postupů a převzal tradiční architektonické prvky při použití novověkých stavebních metod. Kladl důraz na symetrii, geometrii a pravidelnost, stavby mívají rovné linie, trojúhelníkové štíty a sloupy podobné antickým.
Doba rozkvětu klasicismu koresponduje s průmyslovou revolucí. V tomto období také začíná odpoutání architektury od problémů stavební praxe. V klasicistní architektuře existovaly různé proudy v závislosti na období a tradicích různých zemí. Proto je obtížné stanovit přesnou periodizaci tohoto slohu. Lze ho zařadit do širšího proudu založeného na studiu klasické architektury (počínajícího architekturou 16. století), který zůstal v módě po celou dobu 19. století (verze klasicismu vytvořená ve Francii na přelomu 18. a 19. století se označuje jako empír, v období od druhé poloviny 19. století se pak obvykle hovoří o neoklasicismu) a zanechal stopy v novější architektuře (různé monumentalistické tendence dvacátého století i takzvaná nová klasická architektura 21. století).

### Čechy a Morava

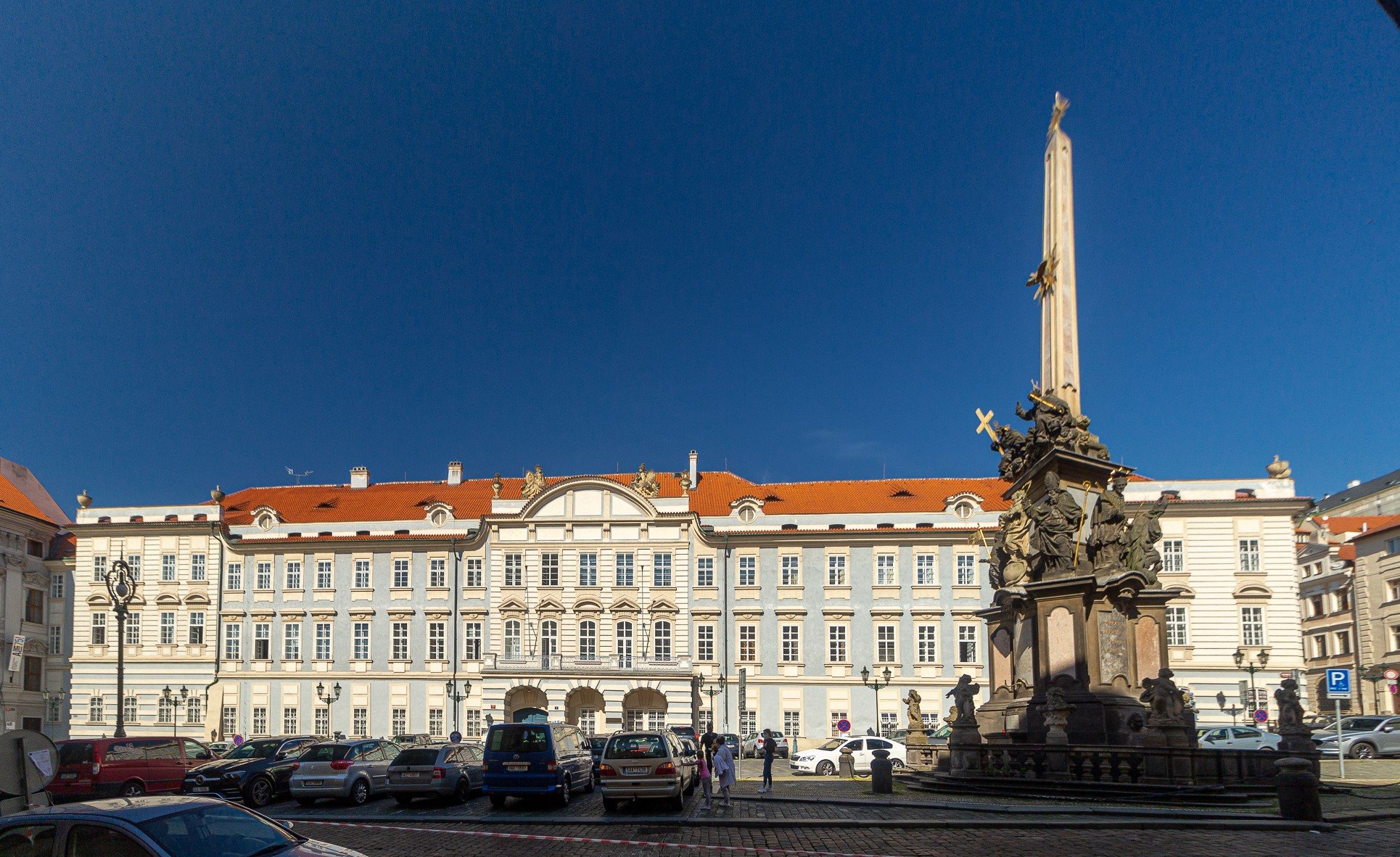
Lichtenštejnský palác na Malostranském náměstí v Praze

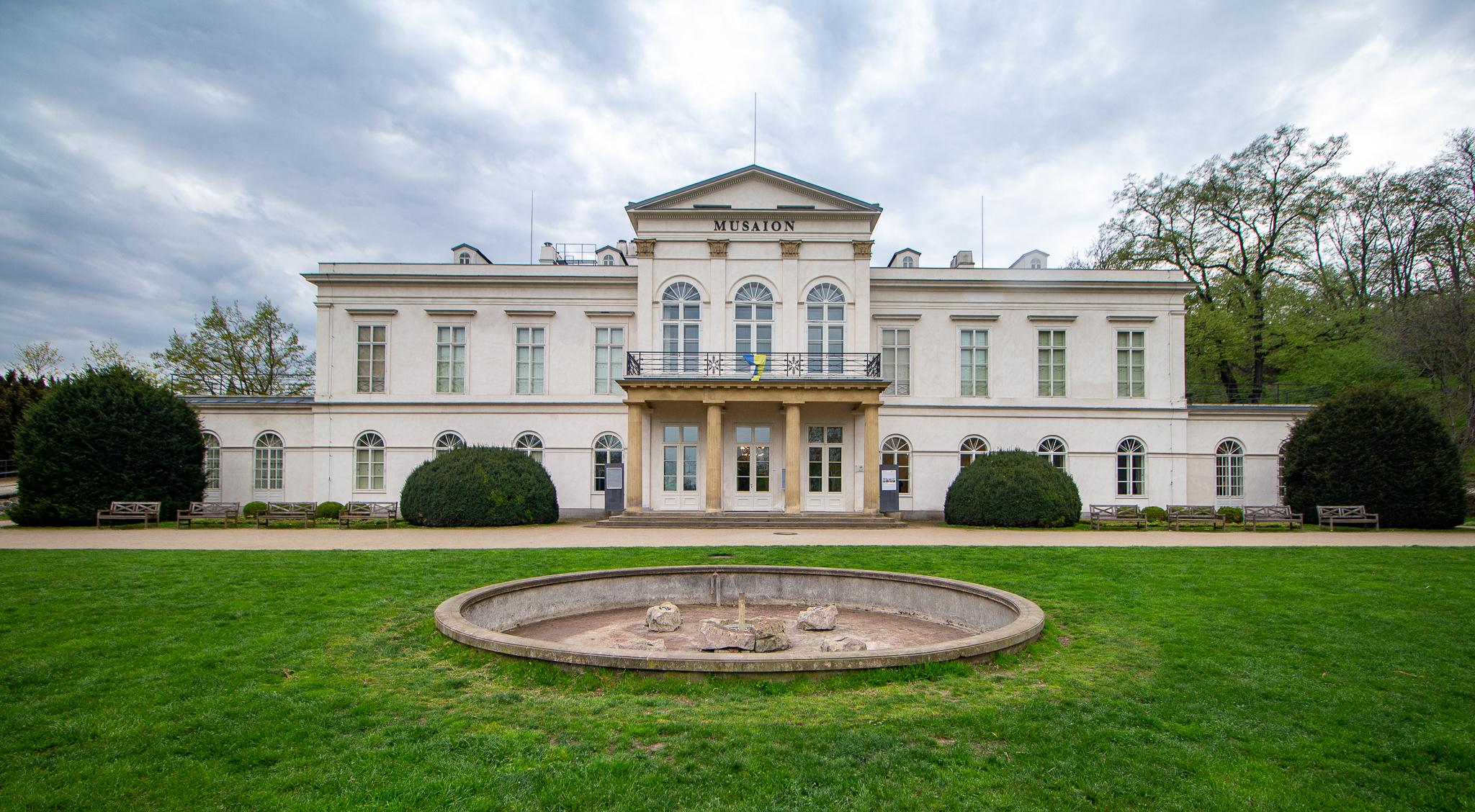
Letohrádek Kinských v Praze na Smíchově

Vedle tereziánské přestavby Pražského hradu (dokončena roku 1775) v Praze v klasicistním duchu vznikly Stavovské divadlo (Antonín Haffenecker, 1781–1783) a budova Filosofického sálu Strahovské knihovny (Ignác Palliardi, 1783). Ojedinělou moravskou stavbou klasicistního charakteru z té doby je zámek Rájec nad Svitavou (Isidor Canevale, 1763–1769).
Ráz klasicismu měla také pevnostní města, budovaná v 80. letech 18. století Josefem II. na obranu proti pruské invazi: Josefov, Hradec Králové a Terezín. Významnou roli při zavádění jednotné úřední architektury klasicistního rázu měl Franz Anton Leonard Herget, od roku 1767 ředitel pražské Stavovské inženýrské školy a od roku 1788 první český zemský stavební ředitel.
Dobrým příkladem klasicistní sakrální stavby je katolický kostel svatého Kříže v Praze (Jiří Fischer, 1824). Od vydání Tolerančního patentu (1781) si své modlitebny směli zřizovat i nekatolíci, nesměli však pro jejich výzdobu používat honosné prvky barokní architektury, která v té době ještě převažovala u katolických sakrálních staveb. To vedlo k budování střízlivých tolerančních kostelů v klasicistním duchu, z nichž řada se v Česku dochovala. Ovšem i katolické kostely se po osvícenských reformách stavěly podle normovaných plánů, vypracovaných stavebními ředitelstvími ve snaze o jednoduchost a minimalizaci nákladů. Ke pohřebním stavbám té doby patří mimo jiné hrobka Vratislavů z Mitrovic v Čimelicích (Jan Filip Jöndl, 1817).
Kolem roku 1800 se klasicistní sloh prosadil také u reprezentativních staveb, jako je zámek Kačina, budovaný od roku 1806, na němž se podíleli architekti Bernard Poyete, Jan Filip Jöndl a Jiří Fischer, který stojí také za urbanistickým konceptem pražské dělnické čtvrti Karlína. Pozoruhodné jsou drobné klasicistní stavby v lednicko-valtickém areálu, jako je Apollonův chrám (Joseph Georg Kornhäusel a Joseph Franz Engel 1817–1819), ovlivněný francouzskou revoluční architekturou. Parky zámků v Kačině, Lednici/Valticích, Veltrusích i Kynžvartu (samotný zámek Kynžvart empírově přestavěl Peter Nobile v letech 1821–1836) jsou zároveň příklady klasicistního krajinářství. Kolem roku 1800 se začalo více rozvíjet lázeňství, takže byla v klasicistním duchu vybudována města jako Františkovy Lázně a Mariánské Lázně. Proběhla také řada empírových přestaveb starších budov, například přebudování paláce Platýz v Praze v 10. letech 19. století na nájemní dům (stavitel Jindřich Hausknecht) nebo úpravy Nového zámku v Dačicích (Karl Christian Riedl, 1816, a Karl Schleps, 1830–1833). Zajímavým dílem pozdního klasicismu je předměstská vila Letohrádek Kinských v Praze na Smíchově (Heinrich Koch, 1827–1831).